# Canadese federale verkiezingen 2006
De Canadese federale verkiezingen van 2006 werden gehouden 23 januari 2006. De Canadese bevolking konden een Lagerhuis kiezen. Na 13 jaar wonnen de conservatieven weer de verkiezingen, alhoewel ze geen meerderheid behaalde. De nieuwe premier werd Stephen Harper.

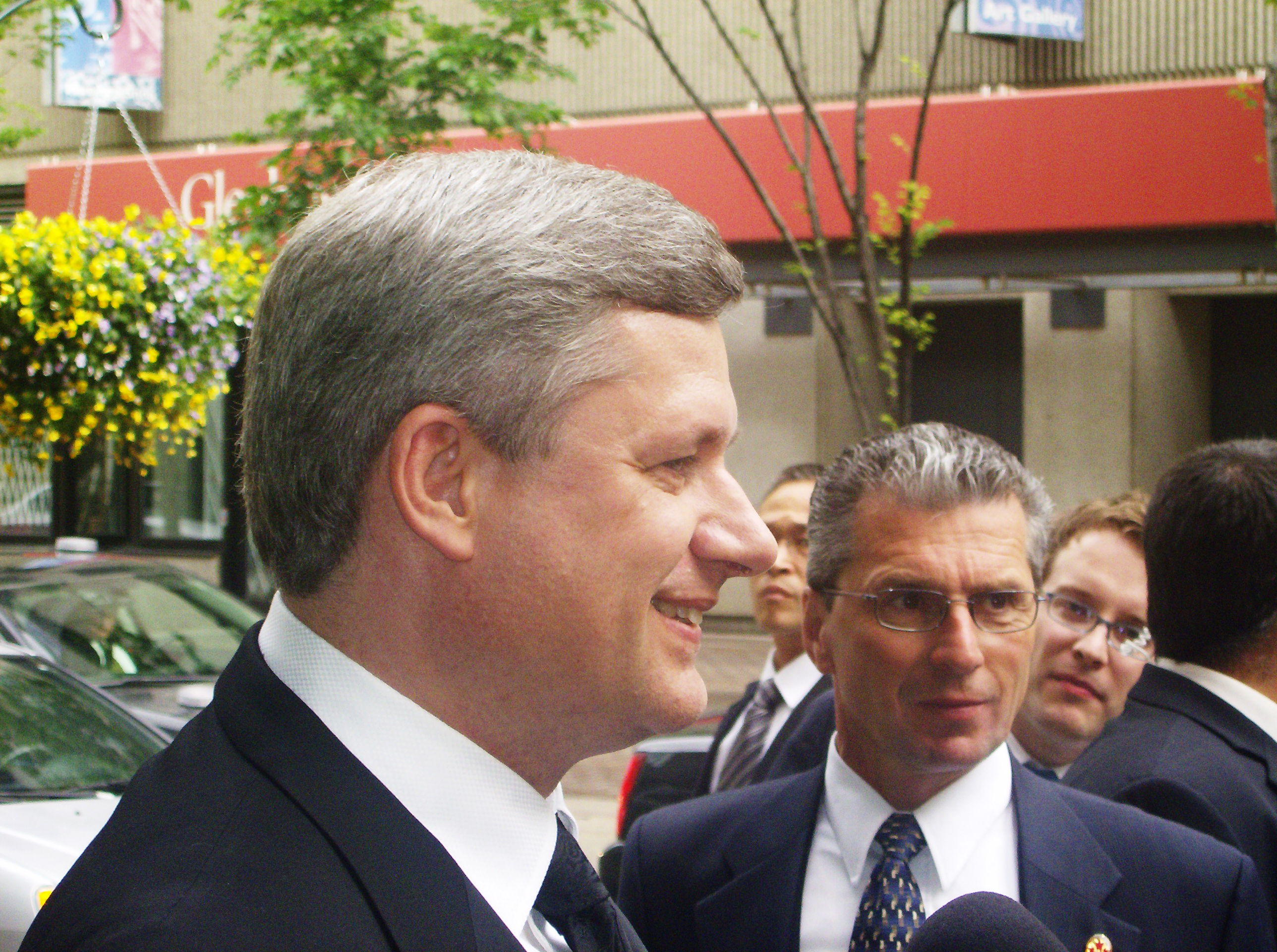
Stephen Harper (Conservatieve Partij)
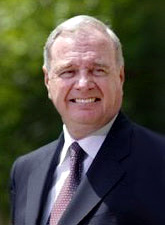
Paul Martin (Liberale Partij)